# Miyauchi Yuki
Yuki Miyauchi (sinh ngày 27 tháng 10 năm 1995) là một cầu thủ bóng đá người Nhật Bản.

## Sự nghiệp câu lạc bộ
Yuki Miyauchi đã từng chơi cho FC Ryukyu.